# زبیگنیو پیتریکوسکی
زبیگنیو پیتریکوسکی (انگلیسی: Zbigniew Pietrzykowski; ۴ اکتبر ۱۹۳۴ – ۱۹ مهٔ ۲۰۱۴) ورزشکار بوکس اهل لهستان بود.